# Миоче (Рудо)
Миоче je насељено мјесто у општини Рудо, Република Српска, БиХ. Према попису становништва из 1991. у насељу је живјело 469 становника.

## Географија
Насеље је подељено реком Лим на Доње и Горње Миоче. Насеља са којима се Миоче граничи су Мокронози, Кула и Устибар. Изнад Миоча доминира планина Бић (Голет 1389), која је иначе и гранична планина Републике Србије и Републике Српске.

## Познате личности
- Ромило (Јелић), српски архимандрит.[1]

## Саобраћај
Кроз Миоче пролази пут који спаја место са општином Рудо са једне стране (Регионални пут R449), а Прибојем са друге стране (са државним путем II реда 152 ), такође делимично урађен пут на траси некада железничке пруге према Рудом као и локални путеви који регионални пут спајају са насељем Доње Миоче и сеоским гробљем.

## Образовање
У Миочу постоји Основна школа „Бошко Буха“, огранак школе из места Штрпци.

## Култура
У насељу се налази храм Српске православне цркве посвећен Св. Николају Велимировићу. Подигнут је и споменик палим борцима отаџбинског рата 1992-1995.

## Здравство
У Миочу постоји и амбуланта породичне медицине, здравственог центра „др Стојан и Љубица“ из Рудог.

## Привреда
Становништво се углавном бави пољопривредом, нарочито од када је фабрика аутомобила Прибој, у којој су мештани овог краја били претежно запослени, смањила производњу камиона. У насељу постоје малопродајне трговине, кафана, ауто-перионица, сервис аутомобила више столарских радионица као и ветеринарска станица.

## Становништво
Према попису становништва из 1991. године, место је имало 469 становника(Срби 271 — 57.78%; Муслимани 190 — 40.51%; Остали 8 — 1,71% ), а месна заједница Миоче је имала 2.047 становника
(Срби 1361 — 66.36%; Муслимани 634 — 30.91%; Југословени 2 — 0.10%; Остали 54 — 2,63% ). У току рата и након њега због лоше економске ситуације број становника је драматично пао, мада попис није рађен од 1991. године. Становништво Миоча, у сваком сегменту је више везано за Републику Србију, односно општину Прибој него за општину Рудо. Пре свега из разлога образовања, запошљавања, здравствене неге, стечене пензије...

## Политика
Миоче је највећа месна заједница у општини Рудо. У месну заједницу Миочу спадају насеља Миоче, Борановићи, Кула, Јелићи, Устибар, Цикоте, Оскоруша.
Савет месне заједнице чини 7 директно изабраних представника грађана. Председника месне заједнице бирају чланови савета.
| Демографија | Демографија | Демографија |
| Година      | Становника  | Становника  |
| ----------- | ----------- | ----------- |
| 1991.       | 469         |             |